# Istočni Mali sundski otoci
Istočni Mali sundski otoci (indonezijski: Nusa Tenggara Timur – NTT) je pokrajina u Indoneziji. Smještena je na istoku Malih sundskih otoka. Dio nje je Zapadni Timor. Ukupne je površine 48.718,1 km2 i populacije po popisu 2010. bila je 4.683.827; posljednje službene procjene (siječnja 2014.) su 5.070.746. Glavni grad pokrajine je Kupang na Zapadnom Timoru. 
Pokrajina obuhvaća više od petsto otoka. Tri najveća su Flores, Sumba i zapadni dio Timora (Zapadni Timor). Istočni dio Timora je neovisna država Istočni Timor. Istočni Mali sundski otoci jedina su pokrajina u Indoneziji gdje je rimokatoličanstvo predominantna religija. Nusa Tenggara Timur na indonezijskom znači "istočno od jugoistočnih otoka".
Sadašnji guverner je Frans Lebu Raya. Vremenska zona je srednjeindonezijsko vrijeme, UTC+8.
Etničke skupine u ovoj provinciji su Atoni ili Dawan (22%), Manggarai (15%), Sumba (12%), Belu (9%), Lamaholot (8%), Rote (5%), Lio (4%). Govori se indonezijskim jezikom. Vjera je rimokatoličanstvo (55%), protestantizam (34%), islam (8%), ostali (3%).

## Vanjske poveznice
Nusa Tenggara Timur